# 21328 Отасі
21328 Отасі (21328 Otashi) — астероїд головного поясу, відкритий 11 січня 1997 року.
Тіссеранів параметр щодо Юпітера — 3,539.
Названо на честь Отасі (яп. おおたし(太田市) о:тасі)